# Naloučany
Naloučany é uma comuna checa localizada na região de Vysočina, distrito de Třebíč.